# 内田雄蔵
内田 雄蔵（雄藏、うちだ ゆうぞう、1840年1月6日（天保10年12月2日） - 1909年（明治42年）1月4日）は、日本の政治家、衆議院議員（1期）。

## 経歴
肥後国下益城郡河江村(のち益南村→小川町、現・宇城市)生まれ。戸長、下益城郡会議員、学務委員、熊本県会議員、同常置委員、郡所得税調査委員、地方衛生委員、郡参事会員、地方委員となる。
1898年8月の第6回衆議院議員総選挙において熊本4区から国民協会公認で立候補して当選する。衆議院議員を1期務め、1902年の第7回衆議院議員総選挙は不出馬。1909年に死去した。